# الکساندر آشفورد
الکساندر آشفورد، پسر یکی از بنیانگذاران شرکت آمبرلا، یعنی ادوارد آشفورد و همچنین پدر آلکسیا آشفورد و آلفرد آشفورد بود. پدرش ادوارد آشفورد یک شخص نجیب زاده و ثروتمند بود و این، از ویژگی‌های بارز خاندان آشفورد به حساب می آمد. آشفوردها همواره نام‌های اشرافی برای فرزندانشان انتخاب می‌کردند. ادوارد آشفورد کاشف ویروس مادر بود. الکساندر بسیار باهوش بود اما گرایش زیادی به پژوهشهای بیولوژیکی و ویروس‌شناسی پیدا نکرد و در عوض او در مهندسی ژنتیک، از خود توانایی‌های زیادی نشان داد و به استخدام شرکت آمبرلا درآمد. او کار مهمی را برای شرکت انجام داده بود و موفق شده بود تا پروژه ی کشف ژنوم انسان را تکمیل کند. اما هرگز به صورت شایسته مورد توجه قرار نگرفت. او امیدوار بود که از این کشف خود به خوبی استفاده کند. او از تکنیک‌های پیشرفته‌ای استفاده کرد و توانست از طریق تولید مثل غیرجنسی، رشته‌های DNA متعلق به خاندان خودش را جهش داده و با جدا کردن این رشته‌ها و کشت دادن آن، بعد از فرایندهای پیچیده ای، ورونیکا را کشف کند. او در محیط آزمایشگاهی با استفاده از این DNA جهش یافته دو فرزند خود را به وجود آورد و سپس دخترش را آلکسیا و پسرش را آلفرد نام نهاد.
آلفرد و آلکسیا از یک DNA برتر به وجود آمده بودند و این تاحدودی برای الکساندر نگران‌کننده هم بود؛ اینکه ممکن است روزی بر ضد خود او اقدام کنند. ویژگی بارز آلکسیا هوش سرشار او و ویژگی آلفرد، تواناییهای نظامی و میل به جنگاوری بود. آن دو در ادامه از چگونگی پیدایش خود آگاه شدند و این برایشان قابل تحمل نبود. آلکسیا، از ترکیب ویروس مادر با DNAورونیکا، ویروس T-Veronica را کشف کرده بود و پدرش از پیامدهای آن برای دخترش بیمناک بود. آلفرد قصد داشت تا از پدرش برای انجام آزمایش‌های خواهرش استفاده کند. الکساندر حالا خود به یک [[B.O.W(رزیدنت اویل]|B.O.W]] تبدیل شده بود. آن دو پدرشان را در یک اتاق مخفی حبس کردند. 15 سال بعد، الکساندر بعد از آنکه کلر ردفیلد و استیو بورنساید در آن ساختمان حضور داشتند و در تلاش برای خروج از آنجا بودند، ازاین حبس نجات می یابد. کلر و استیو نیز در پایان الکساندر آشفورد را از بین می برند.
- حضور او در این سری: رزیدنت اویل کد: ورونیکا و رزیدنت اویل: تاریخچه تاريكی.